# Mike Batiste
Michael James Batiste, detto Mike (Long Beach, 21 novembre 1977), è un ex cestista e allenatore di pallacanestro statunitense.

## Carriera

### Giocatore
Batiste ha frequentato la Arizona State University. Nella stagione 1997-1998 ha guidato la Pacific Ten Conference (Pac-10) nelle stoppate, mentre nella stagione seguente (1998-1999) è stato inserito nel miglior quintetto della conference.
non essere stato selezionato al draft NBA del 2000, ha iniziato la carriera professionistica in Europa, firmando per la stagione 2000-01 con lo Spirou Charleroi, con cui ha disputato anche l'Eurolega segnando 16,1 punti e raccogliendo 92 rimbalzi nella competizione. Nella stagione successiva (2001-02) ha militato nella Pallacanestro Biella, nella Serie A italiana, mettendosi in luce con medie di 12,4 punti e 7,2 rimbalzi in 26,6 minuti.
Nell'estate 2002 aveva firmato con la Pallacanestro Reggiana in Legadue, ma una clausola gli ha permesso di svincolarsi dopo la chiamata nella NBA. Nella stagione 2002-03 ha disputato 75 partite con i Memphis Grizzlies, realizzando 6,4 punti e 3,4 rimbalzi in 16,6 minuti di media. In precedenza, nell'ottobre 2002, era stato sotto contratto con i Los Angeles Clippers, ma fu tagliato prima dell'inizio della stagione regolare.
Nel luglio 2003 è passato ai greci del Panathīnaïkos, con cui ha scritto la parte più importante della sua carriera: ha vinto otto campionati nazionali consecutivi (dal 2004 al 2011) e sei coppe nazionali (2005–2009 e 2014). In campo europeo ha conquistato tre titoli Eurolega (2007, 2009 e 2011), diventando il primo giocatore statunitense a riuscirci tre volte, superando Bob Morse e Anthony Parker. Ha vinto inoltre la tripla corona (campionato nazionale, coppa e Eurolega nella stessa stagione) nel 2007 e 2009. Ritenuto uno dei migliori centri d'Europa tra il 2008 e il 2011, ha formato con Dimitris Diamantidis uno dei più efficaci pick and roll nella storia del basket europeo, come dichiarato anche dal coach Željko Obradović. Nel 2010 è stato eletto MVP del campionato greco, oltre che MVP delle finali e membro del miglior quintetto della stagione. Nel 2011 è stato inserito nel miglior quintetto dell'Eurolega, chiudendo la finale con 18 punti, miglior realizzatore dell'incontro.
Nel 2012 ha lasciato il Panathinaikos dopo nove stagioni consecutive, rifiutando il rinnovo contrattuale e firmando con il Fenerbahçe Ülker in Turchia, dove ha vinto la Coppa di Turchia 2013.
Il 7 agosto 2013 è tornato al Panathinaikos per concludere la carriera nella squadra in cui si era affermato: ha vinto il double (campionato e coppa) nella stagione 2013-2014, la sua ultima da professionista.

### Allenatore
Dopo il ritiro dal basket professionistico nel 2014, Batiste ha intrapreso la carriera di allenatore. Ha iniziato come assistente allenatore dei Canton Charge, squadra della lega di sviluppo NBA G League. Il 5 luglio 2016 è stato assunto come assistente per lo sviluppo dei giocatori dai Brooklyn Nets. Il 7 giugno 2017 è stato nominato assistente allenatore degli Charlotte Hornets, mentre il 26 giugno 2018 è stato ingaggiato come assistente allenatore dagli Orlando Magic.
Batiste è entrato nello staff tecnico dei Washington Wizards per la stagione NBA 2021-2022. Il 10 febbraio 2022 è stato sospeso per due partite senza stipendio, a seguito di un tentativo di confronto con un tifoso durante una sconfitta per 100-121 contro i Miami Heat.
Il 3 luglio 2022 è stato assunto come assistente allenatore dagli Houston Rockets, mentre il 4 luglio 2023 è entrato nello staff dei Toronto Raptors sempre come assistente.

## Statistiche

### College
| Anno      | Squadra        | PG | PT | MP   | TC%  | 3P%  | TL%  | RP  | AP  | PRP | SP  | PP   |
| --------- | -------------- | -- | -- | ---- | ---- | ---- | ---- | --- | --- | --- | --- | ---- |
| 1996-1997 | ASU Sun Devils | 22 | 21 | 28,2 | 40,0 | 24,2 | 72,2 | 6,7 | 0,8 | 1,2 | 0,8 | 12,0 |
| 1997-1998 | ASU Sun Devils | 32 | 31 | 30,9 | 55,6 | 32,4 | 64,5 | 7,8 | 1,0 | 1,1 | 1,6 | 15,3 |
| 1998-1999 | ASU Sun Devils | 22 | 21 | 32,0 | 50,7 | 35,8 | 60,0 | 6,9 | 2,4 | 1,3 | 0,7 | 16,7 |
| Carriera  | Carriera       | 76 | 73 | 30,4 | 49,7 | 30,1 | 65,4 | 7,2 | 1,3 | 1,2 | 1,1 | 14,7 |

### NBA

#### Regular Season
| Anno      | Squadra           | PG | PT | MP   | TC%  | 3P%  | TL%  | RP  | AP  | PRP | SP  | PP  |
| --------- | ----------------- | -- | -- | ---- | ---- | ---- | ---- | --- | --- | --- | --- | --- |
| 2002-2003 | Memphis Grizzlies | 75 | 2  | 16,6 | 42,2 | 22,2 | 78,4 | 3,4 | 0,7 | 0,6 | 0,2 | 6,4 |
| Carriera  | Carriera          | 75 | 2  | 16,6 | 42,2 | 22,2 | 78,4 | 3,4 | 0,7 | 0,6 | 0,2 | 6,4 |

### Eurolega
| Anno       | Squadra          | PG  | PT  | MP   | TC%  | 3P%  | TL%  | RP  | AP  | PRP | SP  | PP   |
| ---------- | ---------------- | --- | --- | ---- | ---- | ---- | ---- | --- | --- | --- | --- | ---- |
| 2000-2001  | Spirou Charleroi | 10  | 8   | 28,6 | 50,0 | 30,0 | 76,5 | 9,2 | 0,4 | 0,9 | 0,3 | 16,1 |
| 2003-2004  | Panathīnaïkos    | 16  | 6   | 16,8 | 43,9 | 33,3 | 79,3 | 3,2 | 0,4 | 0,8 | 0,2 | 7,9  |
| 2004-2005  | Panathīnaïkos    | 24  | 21  | 23,9 | 54,6 | 35,5 | 73,1 | 4,8 | 0,7 | 1,0 | 0,2 | 11,4 |
| 2005-2006  | Panathīnaïkos    | 23  | 22  | 25,9 | 64,1 | 36,4 | 67,9 | 6,6 | 0,6 | 1,4 | 0,5 | 13,3 |
| 2006-2007† | Panathīnaïkos    | 19  | 13  | 22,3 | 64,7 | 22,2 | 74,6 | 6,1 | 0,5 | 0,9 | 0,5 | 12,8 |
| 2007-2008  | Panathīnaïkos    | 19  | 12  | 24,5 | 62,3 | 0,0  | 77,6 | 5,3 | 0,7 | 0,8 | 0,3 | 11,9 |
| 2008-2009† | Panathīnaïkos    | 22  | 14  | 22,7 | 63,5 | 12,5 | 72,8 | 4,9 | 0,3 | 0,9 | 0,4 | 12,5 |
| 2009-2010  | Panathīnaïkos    | 11  | 6   | 23,4 | 61,5 | 16,7 | 73,5 | 5,7 | 0,8 | 0,6 | 0,5 | 15,5 |
| 2010-2011† | Panathīnaïkos    | 20  | 13  | 26,5 | 59,0 | 0,0  | 72,7 | 5,4 | 0,8 | 0,8 | 0,8 | 13,3 |
| 2011-2012  | Panathīnaïkos    | 23  | 13  | 20,8 | 47,7 | 50,0 | 81,4 | 4,6 | 0,7 | 0,7 | 0,3 | 9,7  |
| 2012-2013  | Fenerbahçe       | 23  | 16  | 15,8 | 48,2 | 33,3 | 78,6 | 2,7 | 0,3 | 0,6 | 0,1 | 5,4  |
| 2013-2014  | Panathīnaïkos    | 27  | 1   | 8,3  | 46,3 | 16,7 | 69,2 | 1,5 | 0,4 | 0,1 | 0,0 | 3,5  |
| Carriera   | Carriera         | 237 | 145 | 21,0 | 56,4 | 28,3 | 74,2 | 4,7 | 0,5 | 0,8 | 0,3 | 10,5 |

## Palmarès

### Squadra
- Campionato greco: 9

Panathinaikos: 2003-04, 2004-05, 2005-06, 2006-07, 2007-08, 2008-09, 2009-10, 2010-11, 2013-14
- Coppa di Grecia: 7

Panathinaikos:	2004-05, 2005-06, 2006-07, 2007-08, 2008-09, 2011-12, 2013-14
- Eurolega: 3

Panathinaikos: 2006-07, 2008-09, 2010-11
- Coppa di Turchia: 1

Fenerbahçe Ülker: 2012-13
- Supercoppa del Belgio: 1

Spirou Charleroi: 2001

### Individuale
- A1 Ethniki MVP: 1

Panathinaikos: 2009-10
- A1 Ethniki MVP finali: 1

Panathīnaïkos: 2009-10
- All-Euroleague First Team: 1

Panathinaikos: 2010-11
- All-Euroleague Second Team: 1

Panathinaikos: 2011-12
- All-25 Euroleague team